# Pia Møller
Pia Møller (7 marzo 2003) è una sciatrice alpina norvegese.

## Biografia
Attiva dal novembre del 2019, la Møller ai Mondiali juniores di Sankt Anton am Arlberg 2023 ha vinto la medaglia di bronzo nella gara a squadre; ha esordito in Coppa Europa il 27 gennaio 2023 a Vaujany in slalom speciale (27ª). Non ha debuttato in Coppa del Mondo  e non ha preso parte a rassegne olimpiche o iridate.

## Palmarès

### Mondiali juniores
- 1 medaglia:
  - 1 bronzo (gara a squadre a Sankt Anton am Arlberg 2023)

### Campionati norvegesi
- 1 medaglia:
  - 1 bronzo (combinata nel 2022)